# 955
955 كانت سنة بسيطة تبدأ يوم الإثنين حسب التقويم اليولياني.

## أحداث

### حسب المكان

#### أوروبا
10 أغسطس - معركة ليشفيلد التي وضعت النهاية لحملات الهنغاريين على غرب أوروبا.
16 أكتوبر

#### إنجلترا
23 نوفمبر

### حسب الموضوع

#### الدين
8 نوفمبر

## مواليد
- العزيز بالله الفاطمي، خامس حكام الفاطميين. (توفي 996 م).

## وفيات
محمد بن شداد